# Jiří Fajt

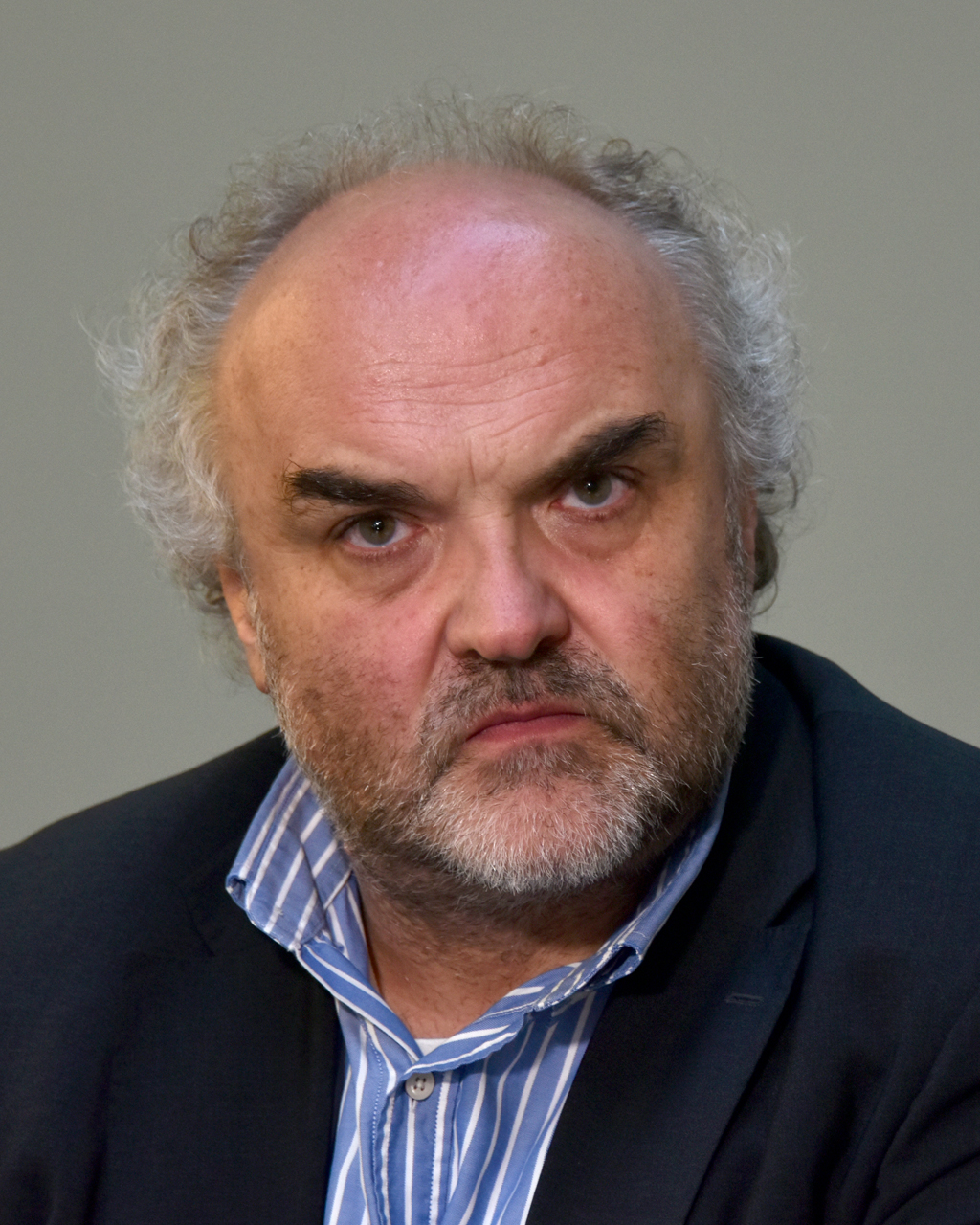
Jiří Fajt (2019)

Jiří Fajt (* 11. Mai 1960 in Prag) ist ein deutsch-tschechischer Kunsthistoriker und Ausstellungskurator, der in Berlin lebt. Von 2014 bis 2019 war er Generaldirektor der Nationalgalerie Prag. Sein zentrales Forschungsgebiet ist die mittelalterliche und frühneuzeitliche Kunst Mitteleuropas. In den letzten Jahren widmet er sich verstärkt auch zeitgenössischer Kunst und kuratiert entsprechende Ausstellungen.

## Karriere

### Studium, Kuratorentätigkeit, Forschungsaufenthalte und Ernennung zum Generaldirektor
Jiří Fajt schloss 1983 ein landwirtschaftliches Studium an der Tschechischen Agraruniversität Prag ab und arbeitete aufgrund staatlicher Repressionen gegen Intellektuelle bis 1988 als Fensterputzer. Sein Studium der Kunstgeschichte von 1987 bis 1993 an der Philosophischen Fakultät der Karls-Universität bei Jaromír Homolka, Petr Wittlich und Jiří Kropáček schloss er 1993 mit dem Magister ab mit der Schrift „Die spätgotische Schnitzkunst in Prag und ihr sozialer Hintergrund (1430–1526)“.
Zur gleichen Zeit begann er seine Tätigkeit als Kurator der Sammlung der böhmischen Steinskulptur des 11. bis 19. Jahrhunderts im Lapidarium des Nationalmuseums Prag (1988–1992), wo er unter anderem die Neuaufstellung des seit den 1950er Jahren der Öffentlichkeit unzugänglichen Sammlungsbestands und die Eröffnung der neuen Niederlassung des Nationalmuseums auf dem Messegelände in Prag 7 verantwortete. 1992 wurde er Kurator für mittelalterliche Kunst an der Nationalgalerie Prag und zwei Jahre später Direktor der Sammlung Alter Meister ebenda.
1999 promovierte er im Fach Kunstgeschichte an der Karls-Universität mit der Schrift Die westböhmische Skulptur 1400–1475. Von 1998 bis 2001 war er Gründungsdirektor des Zentrums für mittelalterliche Kunst an der Prager Nationalgalerie. 1991 erfolgte auf Einladung des Bayerischen Nationalmuseums ein Studium bei Hans Peter Hilger in München und 1999 auf Einladung der Österreichischen Akademie der Wissenschaften in Wien bei Hermann Fillitz. Zwischen 1998 und 2004 folgten Forschungsaufenthalte am Metropolitan Museum of Art in New York. Im Jahr 2000 verließ er aus eigenem Entschluss die Nationalgalerie in Prag wegen tiefgreifender Meinungsverschiedenheiten mit dem damaligen Generaldirektor Milan Knížák. In der Folge wurde das Zentrum für mittelalterliche Kunst an der Prager Nationalgalerie aufgelöst.
Ab 2001 war Fajt Gastprofessor an der Technischen Universität Berlin und habilitierte sich dort 2009. Er lehrte zudem an der Humboldt-Universität zu Berlin und der Prager Karls-Universität. Von 2014 bis 2019 war Fajt Generaldirektor der Nationalgalerie in Prag, bis er vom damaligen tschechischen Kultusminister aus dieser Position entlassen wurde. Seine Entlassung führte zu Empörung und heftiger Kritik.

### Ernennung zum Professor der Karlsuniversität Prag
Im Juni 2014 schloss Jiří Fajt als habilitierter Privatdozent das Berufungsverfahren zum planmäßigen Professor der Karlsuniversität Prag ab. Staatspräsident Miloš Zeman lehnte jedoch im Mai 2015 die Unterzeichnung des Ernennungsbeschlusses ab. Er begründete dies damit, dass Fajt einen Sponsorenvertrag mit der Kommerzbank (Komerční banka), die damals zur Generalpartnerin der Nationalgalerie Prag wurde, ausgehandelt habe und dadurch einen Zuschlag zum Gehalt beziehen würde.
Fajt wies diese Vorwürfe zurück. Die Karls-Universität und Fajt reichten im November 2015 Klage gegen den Präsidenten der Tschechischen Republik ein. Dieser wurde im 2018 letztinstanzlich Recht gegeben, mit der Aufforderung an Präsident Zeman, die Ernennung nicht mehr weiter aufzuschieben. Dem ist Zeman bis Mai 2019 nicht nachgekommen. Zudem bezeugte der ehemalige Präsident des Obersten Verwaltungsgerichts, Josef Baxa, der Staatspräsident habe versucht, die Gerichtsentscheidungen zu beeinflussen.

### Tätigkeit in Dresden
Seit September 2021 ist Fajt an den Staatlichen Kunstsammlungen Dresden als Head of International Affairs engagiert.

## Forschungs- und Ausstellungstätigkeit in Deutschland
Von 2001 bis 2007 leitete Fajt das internationale Forschungsprojekt Die Jagiellonen – eine europäische Dynastie. Kunst und Kultur in Mitteleuropa 1450–1550 am Geisteswissenschaftlichen Zentrum für Geschichte und Kultur Ostmitteleuropas (GWZO) in Leipzig. Seitdem setzte er seine Forschungen am GWZO mit zahlreichen Projekten fort, wie dem Projekt Hofkultur in Ostmitteleuropa vom 14. bis 18. Jahrhundert (2008–2010), der Repräsentation und Nachleben spätmittelalterlicher Herrscher Mitteleuropas: Kunst – Liturgie – Geschichte ca. 1250–1550 (2011–2013) sowie dem Projekt Repräsentation als Kommunikationsmittel gesellschaftlicher Eliten Ostmitteleuropas 1250–1550 (2014–2019). Daneben initiierte Fajt zusammen mit Markus Hörsch die Reihe Kompass Ostmitteleuropa (Verlag Thorbecke), ebenso das in neun Bänden konzipierte Handbuch der Geschichte der Kunst in Ostmitteleuropa (Deutscher Kunstverlag).
Fajt war zudem Initiator des Infrastrukturprojekts für die von der Leibniz-Gemeinschaft geförderte digitale Internetplattform, die 2016–2018 zusammen mit dem Herder-Institut Marburg und dem Bildarchiv Foto Marburg realisiert wurde. Er war außerdem Projektleiter folgender internationaler Großausstellungen, die am GWZO koordiniert und in Zusammenarbeit mit Kollegen aus Ostmitteleuropa verwirklicht wurden.

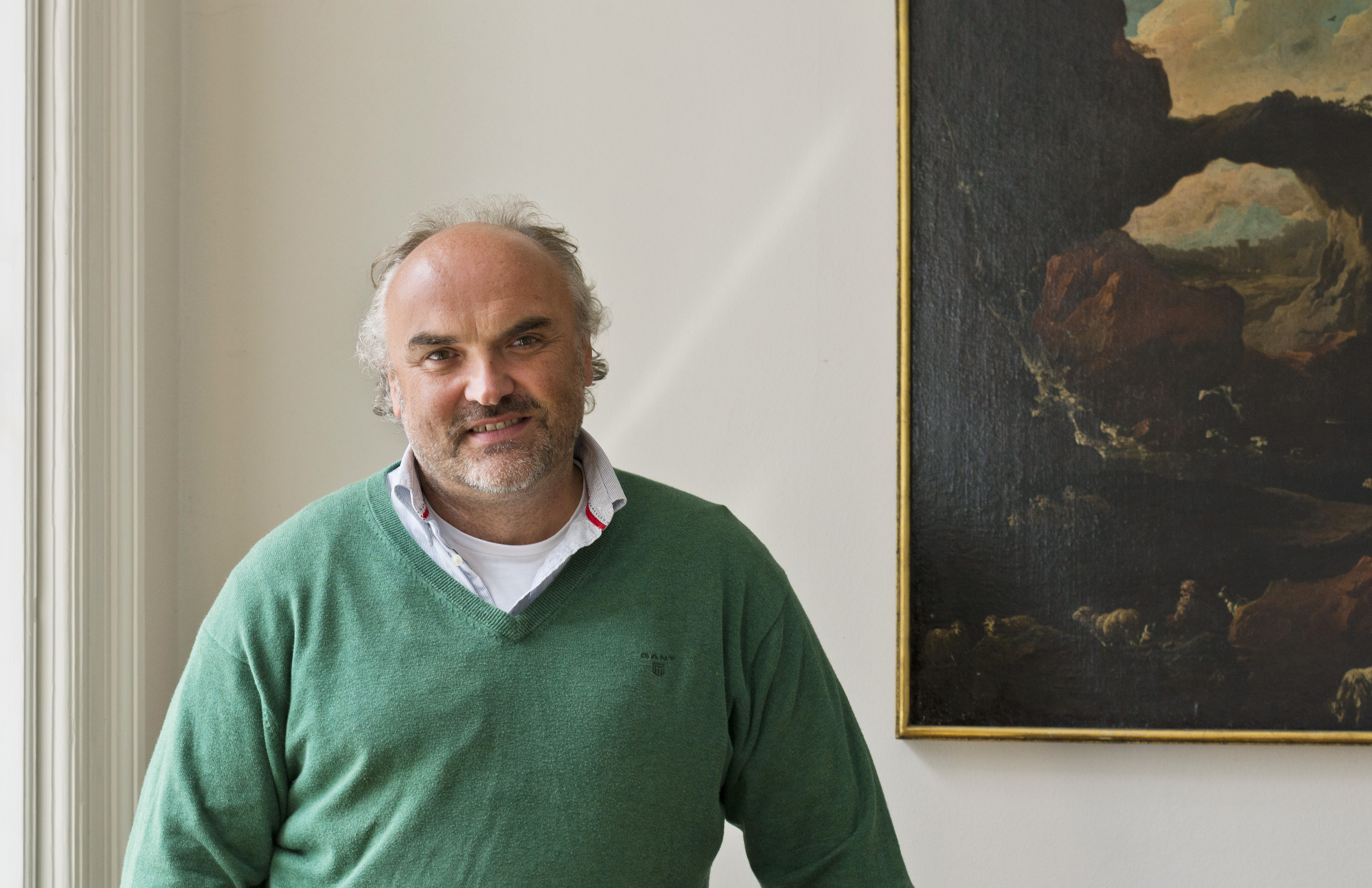
Jiří Fajt (2014)

- 2005/06: Prague, the Crown of Bohemia (The Metropolitan Museum of Art 2005) und Karl IV. – Kaiser von Gottes Gnaden. Kunst und Repräsentation des Hauses Luxemburg 1310–1437 (Prager Burg 2006)
- 2012/13: Europa Jagellonica. Kunst und Kultur Mitteleuropas unter der Herrschaft der Jagiellonen 1386–1572 (Kutná Hora, GASK 2012; Warschau, Nationalmuseum und Königliches Schloss 2012; Potsdam, Haus der Brandenburgisch-Preußischen Geschichte 2013), kuratiert in Zusammenarbeit mit Susanne Jaeger.
- 2014/15: Fantastische Welten. Albrecht Altdorfer und das Expressive in der Kunst um 1500 (Städelsches Kunstinstitut Frankfurt am Main 2014; Kunsthistorisches Museum Wien 2015), in Zusammenarbeit mit Susanne Jaeger.
- 2016/17: Kaiser Karl IV. 1316–2016. Erste Bayerisch-Tschechische Landesausstellung (Nationalgalerie Prag 2016; Germanisches Nationalmuseum Nürnberg 2017),[21] in Kooperation mit dem Haus der Bayerischen Geschichte, Augsburg, am GWZO koordiniert von Susanne Jaeger.

## Kuratorische Tätigkeit (Auswahl)
- Ständige Ausstellung des Lapidariums des Nationalmuseums Prag, 1993
- Ausstellung „Gotik in Westböhmen (1230–1530)“, Westböhmisches Museum und Westböhmische Galerie in Pilsen, Nationalgalerie Prag, 1995/96
- Ausstellung „Der Heilige mit dem Buch“, Nationalgalerie Prag, 1996
- Ausstellung „Magister Theodoricus, Hofmaler Kaiser Karls IV.“, Nationalgalerie Prag, 1997/99[22]
- Ständige Ausstellung „Böhmen und Mitteleuropa 1200–1530“ der Nationalgalerie Prag, im Kloster St. Agnes von Böhmen, eröffnet 2000[23]
- Ausstellung „Prague – The Crown of Bohemia, 1347–1437“, New York, The Metropolitan Museum of Art, 2005/06
- „Karl IV., Kaiser von Gottes Gnaden“, Prag, Prager Burg, 2006
- Ausstellung „Europa Jagellonica 1386–1572. Kultur und Kunst in Mitteleuropa unter der Herrschaft der Jagiellonen“, Kutná Hora, Galerie Středočeského kraje (GASK), 2012; Warszawa, Nationalmuseum (Muzeum Narodowe w Warszawie) und Königliches Schloss (Zamek królewski), 2012/13; Potsdam, Haus der Brandenburgisch-Preußischen Geschichte, 2013.
- Ausstellung „Fantastische Welten. Albrecht Altdorfer und das Expressive in der Kunst um 1500“, Frankfurt am Main, Städel Museum, 2014/15; Wien, Kunsthistorisches Museum, 2015. (Co-Kurator)
- Ausstellung „Kaiser Karl IV. 1316–2016“, Nationalgalerie Prag, Wallenstein-Reitschule, 2016; Nürnberg, Germanisches Nationalmuseum, 2016/17[24]
- Ausstellung „Gerhard Richter“, Nationalgalerie Prag, Kinsky Palast und Agneskloster, 2017.
- Ausstellung von Ai Weiwei „Law of the Journey“, Nationalgalerie Prag, Messepalast, 2017/18.
- Co-Kurator von „Salm Modern #1: Möglichkeiten des Dialogs“, Nationalgalerie Prag, Salm-Palast, 2. Dezember 2018– 1. Dezember 2019[25]

## Publikationen (Auswahl)

### Habilitationsschriften
- Der Nürnberger Maler Sebald Weinschröter im Netzwerk von Kaiserhof und Patriziat (1349–1365/70). Technische Universität Berlin 2009. Publiziert als: Nürnberg als Kunstzentrum des heiligen Römische Reichs. Höfische und städtische Malerei in der Zeit Kaiser Karls IV. 1346–1378. Berlin/München 2019, ISBN 978-3-422-07332-6.
- Der lange Schatten Karls IV. Zur Rezeption der luxemburgischen Herrschaftsrepräsentation im Heiligen Römischen Reich, Karlsuniversität, Prag 2011. Publiziert als: Der lange Schatten Kaiser Karls IV. Zur Rezeption der luxemburgischen Herrscherrepräsentation in nordöstlichen Territorien des Heiligen Römischen Reichs. Prag 2015, ISBN 978-80-7035-603-6. (erschienen auf Deutsch und Tschechisch)

### Monografien
- mit Jan Royt: Die Kleinseite und die Karlsbrücke. Prag 1992, ISBN 80-85240-33-5. (erschienen auf Tschechisch, Italienisch, Französisch und Englisch)
- mit Jan Royt: Die Prager Burg und Hradčany. Prag 1992, ISBN 80-85240-35-1. (erschienen auf Tschechisch, Italienisch, Französisch und Englisch)
- mit Lubomír Sršeň: Lapidárium Národního muzea Praha / Lapidarium of the National Museum Prague. Katalog der ständigen Ausstellung. Prag 1993, . (erschienen auf Tschechisch und Deutsch)
- mit Jan Royt: St.-Veits-Kathedrale. Prag 1994, ISBN 80-85785-05-6. (erschienen auf Tschechisch, Deutsch und Englisch)
- Gotika v západních Čechách 1230–1530 (Gotik in Westböhmen), Ausstellungskatalog, 3 Bände. hg. von Jiří FAJT. Praha 1996: Gotika v západních Čechách [Gotik in Westböhmen]; Edice barokních inventářů [Edition der Kircheninventare aus der Barockzeit]; Sochařství [Bildhauerei]; Katalog-Sochařství [Katalog-Bildhauerei], S. 18–32 (Band 1), S. 571–590 (Band 2), S. 618–624 (Band 3), S. 628–878 (Band 3). ISBN 80-7035-088-1, 3 Bände.
- Magister Theodoricus, Court Painter to the Emperor Charles IV. Prague 1997–1998, ISBN 80-7035-161-6. (erschienen auf Tschechisch und Englisch)
- Prague, The Crown of Bohemia, 1347–1437. Hrsg. Metropolitan Museum of Art, New York, Ausstellungskatalog. New Haven–London 2005, ISBN 1-58839-162-0.
- Karel IV., císař z Boží milosti. Umění a kultura za vlády posledních Lucemburků ve střední Evropě, 1310–1437 / Charles IV, Emperor by the Grace of God. Art and Culture under the last Luxembourgs in Central Europe, 1310–1437. Ausstellungsführer. Prag 2006, ISBN 80-86161-98-6. (erschienen auf Tschechisch und Englisch)
- Europa Jagellonica 1386–1572. Kunst und Kultur Mitteleuropas unter der Herrschaft der Jagiellonen. Potsdam 2013, ISBN 978-3-7995-8411-1.
- mit Helena Dáňová: Kaiser Karl IV. 1316–2016. Ausstellungsführer. Prag 2016, ISBN 978-80-7035-614-2. (erschienen auf Deutsch, Englisch und Tschechisch)
- Kaiser Karl IV. 1316–2016. Ausstellungskatalog. Prag 2016, ISBN 978-80-7035-613-5. (erschienen auf Deutsch und Tschechisch)
- mit Jan Šícha: Weiser Herrscher in einer Zeit der Katastrophen. Auf den Spuren Kaiser Karls IV. zwischen Prag und Nürnberg. Prag 2016, ISBN 978-80-7035-609-8. (erschienen auf Deutsch und Tschechisch)